# Around the World (La La La La La)
"Around the World (La La La La La)" é uma canção do grupo alemão de eurodance ATC. A música é um hit russo "Pesenka" de Ruki Vverh! E usa a melodia da música com palavras adicionais. O single chegou ao número um na Áustria e na Suíça e o Top 20 na Austrália, Bélgica, Canadá, Países Baixos, Finlândia, França, Itália, Suécia, Reino Unido, Dinamarca, Polônia, Romênia e Escócia. Ele atingiu o a posição de número 24 na Irlanda.
Around the World atingiu o número 28 na Billboard Hot 100 nos Estados Unidos, no entanto, por causa da promoção do álbum Planet Pop e a falta de shows nos EUA e no Canadá, os singles de acompanhamento não conseguiram fazer qualquer impacto na América do Norte.
Em 2002, a música foi lançada pela primeira vez no Reino Unido em uma versão recém-remixada, atingindo o número 15.

## Videoclipe
O vídeo de música foi filmado em 1999, e uma parte dele foi filmada em um túnel pedestre perto do Internationales Congress Centrum Berlin em Berlim, e nele aparece um amarelo Melkus RS 1000 com uma placa de licença azul contendo os recursos do texto "ATC" no vídeo. Durante o videoclipe, é possível ver os membros de ATC dançando em um quarto com uma pequena piscina, sendo que eles nuncas entram na água.

## Lista de Faixas
CD single
1. "Around the World (La La La La La)" (Radio Edit) – 3:35
2. "Around the World (La La La La La)" (Club Mix) – 5:37

CD maxi-single
1. "Around the World (La La La La La)" (Radio Version) – 3:35
2. "Around the World (La La La La La)" (Alternative Radio Version) – 3:31
3. "Around the World (La La La La La)" (Acoustic Mix) – 3:20
4. "Around the World (La La La La La)" (Rüegsegger#Wittwer Club Mix) – 5:37
5. "World in Motion" (3:31)

12" vinyl
1. "Around the World (La La La La La)" (Album Version) – 3:38
2. "Around the World (La La La La La)" (Rüegsegger#Wittwer Club Mix) – 5:37
3. "Around the World (La La La La La)" (RNT Mix) – 3:08
4. "Around the World (La La La La La)" (Extended Club Mix) – 4:58
5. "Around the World (La La La La La)" (Triage Club Mix) – 5:10
6. "Around the World (La La La La La)" (Acoustic Mix) – 3:20

CD maxi-single (Remixes)
1. "Around the World (La La La La La)" (Rüegsegger#Wittwer Club Mix – Short Version) – 3:44
2. "Around the World (La La La La La)" (RNT Mix) – 3:08
3. "Around the World (La La La La La)" (Extended Club Mix) – 4:58
4. "Around the World (La La La La La)" (Triage Club Mix) – 5:10

UK CD maxi-single (2002)
1. "Around the World (La La La La La)" (2002 Single Mix) – 3:37
2. "Around the World (La La La La La)" (Acoustic Mix) – 3:20
3. "Around the World (La La La La La)" (Almighty Mix) – 7:13
4. "Around the World (La La La La La)" (2002 Extended Mix) – 4:41
5. "Around the World (La La La La La)" (Music Video) – 3:37

## Desempenho nas tabelas musicais

### Tabela musical
| Tabela musical (2000-2002)              | Posição de pico |
| --------------------------------------- | --------------- |
| Áustria - (Ö3 Austria Top 40)           | 1               |
| Bélgica - (Ultratop 50 Flanders)        | 10              |
| Brasil - (ABPD)                         | 38              |
| Dinamarca - (IFPI)                      | 2               |
| Finlândia - (Suomen virallinen lista)   | 7               |
| Alemanha - (Official German Charts)     | 1               |
| Irlanda - (IRMA)                        | 3               |
| Polónia - (Nielsen Music Control)       | 1               |
| Roménia - (Romanian Top 100)            | 1               |
| Suíça - (Schweizer Hitparade)           | 1               |
| Estados Unidos - (Billboard Hot 100)    | 28              |
| Reino Unido - (Official Charts Company) | 15              |
| Suécia - (Sverigetopplistan)            | 8               |
| Hungria - (Mahasz)                      | 2               |

### Chart de final de ano
| Tabela musical (2001)               | Posição de pico |
| ----------------------------------- | --------------- |
| Austrália - (ARIA)                  | 66              |
| Países Baixos - (Dutch Top 40)      | 45              |
| Alemanha - (Official German Charts) | 3               |

## Versão de R3hab
Em 2019, o DJ holandês R3hab lançou uma versão da música intitulada "All Around the World (La La La)", com a banda sendo creditada como A Touch of Class.

## Desempenho nas tabelas musicais

### Tabela musical
| Tabela musical (2019)                                       | Posição de pico |
| ----------------------------------------------------------- | --------------- |
| Bélgica - (Ultratop 50 Flanders)                            | 5               |
| Dinamarca - (Tracklisten)                                   | 26              |
| Finlândia - (Suomen virallinen lista)                       | 10              |
| Alemanha - (Official German Charts)                         | 29              |
| Países Baixos - (Dutch Top 40)                              | 6               |
| Noruega - (VG-Lista)                                        | 31              |
| Suécia - (Sverigetopplistan)                                | 47              |
| Estados Unidos - (US Hot Dance/Electronic Songs, Billboard) | 20              |